# Stepující stonožka
Stepující stonožka, francouzsky Le Mille-pattes fait des claquettes, je francouzská filmová komedie z roku 1977 režiséra Jeana Giraulta. Jde o situační komedii zasazenou do doby 2. světové války, kdy byla severní Francie okupována nacistickým Německem. Jde o příběh, který je založen na spontánní odbojové akci tří francouzských kamarádů, kteří se jednoho dne okamžitě rozhodnou, že z muzea v pařížském Louvre ukradnou antickou sochu bohyně Venuše, to proto aby ji ukryli před Němci, kteří ji chtějí odvézt do Německa do sbírek nacistického pohlavára Hermanna Göringa. To se jim, po mnoha peripetiích a obtížích za pomoci mnoha dalších lidí podaří, všichni tři i se sochou skončí nakonec v Němci neokupované Anglii.

## Filmový štáb
- Titul : Le mille-pattes fait des claquettes
- Režie : Jean Girault
- Scénář : Jean Girault, Francis Rigaud a Jacques Vilfrid
- Dialogy: Jacques Vilfrid
- Kamera : Didier Tarot
- Hudba : Claude Bolling
- Zvuk : Paul Lainé
- Architekt : Sydney Bettex
- Kostýmy : Jacques Cottin
- Střih : Michel Lewin
- Žánr : komedie
- Stopáž : 100 minut
- Datum premiéry: 26. září 1977

## Hrají
- Francis Perrin : Jacques
- Roger Miremont : Francis
- Jean-Jacques Moreau : Henri
- Michel Galabru : M. de Beaugenay
- Claude Piéplu : Kapitán Leipzig
- Jacques Balutin : inspektor
- Jacques Marin : policejní inspektor
- Juliette Mills : Lorette, majitelka hostince
- Katia Tchenko : Trudy
- Robert Berri : stráž v Louvre
- Henri Virlogeux : stráž v Louvre
- Hans Meyer : plukovník von Richter
- Hans Verner : plukovník von Obrecht
- Axel Ganz : ordonance Hartmann
- Robert Party
- Fernand Berset
- Vera Schroeder : Janine
- Marie-Véronique Maurin : Juliette
- Jacques Rispal
- Guy Grosso : velitel četníků
- Michel Modo : četník
- Agnès Gattegno : Nicole
- Florence Lafuma : Éliane
- Hélène Cazarelli : Gisèle
- Sandra Barry : Jocelyne
- Catherine Jarrett : Martine
- Laure Casteil : Thérèse
- Yves Barsacq : průvodčí